# ستيفن فراي
ستيفن فراي (بالإنجليزية: Stephen Fry)‏ مواليد 24 أغسطس 1957 في لندن، هو ممثل ومخرج وكاتب سيناريو إنجليزي بدأ مسيرته الفنية عام 1981.

## وصلات خارجية
- ستيفن فراي على موقع IMDb (الإنجليزية)
- ستيفن فراي على موقع الموسوعة البريطانية (الإنجليزية)
- ستيفن فراي على موقع روتن توميتوز (الإنجليزية)
- ستيفن فراي على موقع مونزينجر (الألمانية)
- ستيفن فراي على موقع ألو سيني (الفرنسية)
- ستيفن فراي على موقع ميوزك برينز (الإنجليزية)
- ستيفن فراي على موقع تيرنر كلاسيك موفيز (الإنجليزية)
- ستيفن فراي على موقع أول موفي (الإنجليزية)
- ستيفن فراي على موقع قاعدة بيانات برودواي على الإنترنت (الإنجليزية)
- ستيفن فراي على موقع قاعدة بيانات الأفلام السويدية (السويدية)

ستيفن فراي  على قاعدة بيانات الخيال التأملي على الإنترنت
- الموقع الإلكتروني